# Tadeusz Komorowski
Tadeusz Komorowski, citato anche come Bór-Komorowski dal suo nome di battaglia (Leopoli, 1º giugno 1895 – Londra, 24 agosto 1966), è stato un politico e generale polacco.
Durante la prima guerra mondiale combatté nell'esercito dell'Impero austro-ungarico ma dopo l'indipendenza della Polonia divenne ufficiale dell'esercito polacco.
Fu maggiore generale delle forze armate polacche, primo ministro del governo polacco in esilio (1947–1949), comandante supremo delle forze armate polacche (1945–1947), comandante in capo dell'esercito nazionale (1943–1944), membro del Consiglio dei Tre (dal 1956), Cavaliere dell'Ordine dell'Aquila Bianca e Virtuti Militari.

## La famiglia, l'istruzione, l'inizio della carriera militare
Nacque da Mieczysław Marian Komorowski, e Wanda Prawdzic-Zaleska, parente del generale Tadeusz Rozwadowski; nel 1913 si diplomò al ginnasio di Leopoli e nello stesso anno fu ammesso all'Accademia Militare Teresiana di Wiener Neustadt; dopo essersi diplomato , il 15 marzo 1915 fu nominato sotto tenente nel corpo degli ufficiali di cavalleria ed assegnato al 9º Reggimento Uhlan della difesa nazionale; combatté sul fronte russo e italiano della prima guerra mondiale.

## Periodo tra le due guerre
Ha preso parte alla guerra con gli ucraini e poi alla guerra con i bolscevichi. Da dicembre a maggio 1919 combatté nella zona di Mościsko - Krysowice. All'inizio di luglio 1920, nella regione di Łuck, comandò uno squadrone collettivo del 9° Uhlan. Il 31 agosto 1920, il primo giorno della battaglia di Komarów, fu ferito. Nel 1921 fu vice comandante del 9º reggimento Uhlan a Żółkiew. Nel 1924, a Parigi, partecipa ai Giochi Olimpici di equitazione e nel 1936, a Berlino, fu allenatore della squadra equestre che vinse la medaglia d'argento ai Giochi Olimpici.
Alla fine del 1939 creò un'organizzazione militare clandestina a Cracovia e la guidò fino al gennaio 1940. Comandante dell'area ZWZ di Cracovia, dall'8 febbraio 1940 generale di brigata, dopo essere stato smascherato ed essere arrivato a Varsavia nell'estate del 1941, fu nominato vice comandante in capo della ZWZ. Dall'autunno 1941 al giugno 1943 fu anche comandante dell'area occidentale, compresi i distretti di Poznań e Pomerania. Dal maggio 1942 partecipò ai colloqui con Stefan Sacha e Władysław Jaworski sulla fusione dell'Organizzazione militare nazionale (Narodowa Organizacja Wojskowa) con l'esercito nazionale (Armia Krajowa), avvenuta nel novembre dello stesso anno. Dopo l'arresto del generale Grot-Rowecki da parte dei tedeschi, il 1 luglio 1943 assunse la carica di comandante in capo dell'esercito nazionale.
Prese la decisione di iniziare la rivolta di Varsavia, e credeva che il fatto che la Russia avesse liberato Varsavia avrebbe significato rinunciare all'indipendenza e arrendersi alla Russia.

## Dopoguerra
Il 12 maggio 1945 arrivò a Londra; all'aeroporto, fu accolto con una sontuosa ovazione dal Primo Ministro Tomasz Arciszewski con i ministri, un rappresentante del Presidente della Repubblica di Polonia e un alto ufficiale militare britannico a nome del Capo di Stato Maggiore Imperiale. Il 28 maggio 1945 assunse le funzioni di comandante in capo. Dal luglio 1956 fu membro del Consiglio dei Tre in esilio. Era attivo nel Circolo degli ex soldati dell'esercito nazionale e, su sua iniziativa il 1 agosto 1966, fu istituita una decorazione commemorativa: la croce dell'esercito nazionale per commemorare un atto armato di un soldato dell'esercito nazionale.
Mentre era in esilio, si guadagnava da vivere come tappezziere. Morì di infarto durante la caccia; fu sepolto nel cimitero di Gunnersbury a Londra. Nel 1994 suo figlio portò le ceneri del generale in Polonia, che furono collocate presso il quartier generale dell'esercito nazionale al cimitero militare di Powązki.

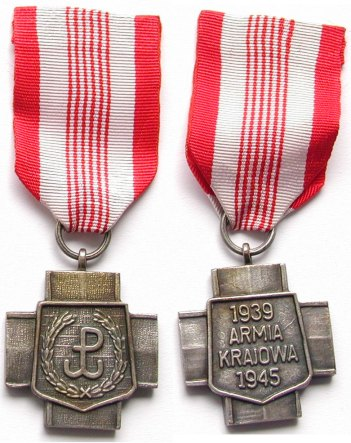
Croce dell'esercito nazionale